# Metro w Katanii
Metro w Katanii – system podziemnej kolei miejskiej zlokalizowany w Katanii na Sycylii we Włoszech, obejmujący jedną linię o długości 8,8 km i składający się z 10 stacji. Jest najbardziej na południe wysuniętym metrem w Europie.
Budowę rozpoczęto 13 grudnia 1986 r., przebudowując stacje wchodzące poprzednio w skład kolei Circumetnea. Metro zaczęło działać 27 czerwca (faktyczna eksploatacja od 11 lipca) 1999 roku.

## Stacje Metropolitana di Catania
- Stesicoro
- Giovanni XXIII
- Galatea
- Italia
- Giuffrida
- Borgo
- Milo
- Cibali
- San Nullo
- Nesima

## Dane techniczne
- Długość: 8,8 km
- Rozstaw szyn: 1435 mm
- Czas przejazdu: 10 minut